# Trattato di Lussemburgo (2005)
Il trattato di Lussemburgo del 2005, noto anche come trattato di adesione del 2005 è stato firmato a Lussemburgo il 25 aprile 2005 fra gli allora venticinque membri dell'Unione europea e Bulgaria e Romania, prevedeva la loro adesione all'Unione europea.
La firma del suddetto trattato fu preceduta dalla firma di accordi di pre-adesione.

## Titolo formale
"Trattato tra il Regno del Belgio, la Repubblica ceca, il Regno di Danimarca, la Repubblica federale di Germania, la Repubblica di Estonia, la Repubblica ellenica, il Regno di Spagna, la Repubblica francese, l'Irlanda, la Repubblica italiana, la Repubblica di Cipro, la Repubblica di Lettonia, la Repubblica di Lituania, il Granducato del Lussemburgo, la Repubblica di Ungheria, la Repubblica di Malta, il Regno dei Paesi Bassi, la Repubblica d'Austria, la Repubblica di Polonia, la Repubblica portoghese, la Repubblica di Slovenia, la Repubblica slovacca, la Repubblica di Finlandia, il Regno di Svezia e il Regno Unito di Gran Bretagna e Irlanda del Nord (Stati membri dell'Unione europea) e la Repubblica di Bulgaria e la Romania, relativo all'adesione della Repubblica di Bulgaria e della Romania all'Unione europea".

## Contesto
Nel 1995 presentarono la domanda di adesione la Romania il 22 giugno e la Bulgaria il 14 dicembre.
La Bulgaria svolse i negoziati di adesione in seno ad una Conferenza intergovernativa a livello ministeriale dal 15 febbraio 2000 al 15 giugno 2004, mentre la Romania svolse i negoziati di adesione in seno ad una Conferenza intergovernativa a livello ministeriale dal 15 febbraio 2000 al 14 settembre 2004.
La cerimonia della firma avvenne ail 25 aprile 2005 e vi presero parte i plenipotenziari dei Governi degli Stati membri dell'Unione europea e quelli dei due paesi che chiedevano di aderirvi. Dopo il processo di ratifica il trattato entrò in vigoire il 1º gennaio 2007.

## Iter di ratifica
Nella tabella qui sotto sono riportati i dati riguardanti l'iter di ratifica del trattato tra il Regno del Belgio, la Repubblica ceca, il Regno di Danimarca, la Repubblica federale di Germania, la Repubblica di Estonia, la Repubblica ellenica, il Regno di Spagna, la Repubblica francese, l'Irlanda, la Repubblica italiana, la Repubblica di Cipro, la Repubblica di Lettonia, la Repubblica di Lituania, il Granducato del Lussemburgo, la Repubblica di Ungheria, la Repubblica di Malta, il Regno dei Paesi Bassi, la Repubblica d'Austria, la Repubblica di Polonia, la Repubblica portoghese, la Repubblica di Slovenia, la Repubblica slovacca, la Repubblica di Finlandia, il Regno di Svezia e il Regno Unito di Gran Bretagna e Irlanda del Nord (Stati membri dell'Unione europea) e la Repubblica di Bulgaria e la Romania, relativo all'adesione della Repubblica di Bulgaria e della Romania all'Unione europea. La lista qui sotto è ordinata in base alla data di deposito degli strumenti di ratifica presso il Governo italiano. Se la data di deposito coincide la lista è ordinata in base alla data di approvazione parlamentare.
| Parte contraente | Data       | Istituzione | Risultato                          | Deposito   |
| Bulgaria         | 11/5/2005  | Approvata dal Narodno sabranie (Assemblea nazionale gla Bulgaria)                                                                     | 231 si e 2 astenuti                | 27/5/2005  |
| Romania          | 17/5/2005  | Approvata dal Parlamentul României (Parlamento rumeno) in seduta comune                                                               | all'unanimità                      | 27/5/2005  |
| Slovacchia       | 21/6/2005  | Approvata dal Národná rada Slovenskej republiky (Consiglio nazionale della Repubblica Slovacca)                                       | all'unanimità                      | 28/9/2005  |
| Ungheria         | 25/09/2005 | Approvata dall'Országgyűlés (Assemblea Nazionale di Ungheria)                                                                         | 257 si e 6 no                      | 26/10/2005 |
| Cipro            | 27/10/2005 | Approvata dal Vouli ton Antiprosópon/Temsilciler Meclisi (Camera dei rappresentanti)                                                  | all'unanimità                      | 26/1/2006  |
| Estonia          | 16/11/2005 | Approvata dal Riigikogu (Assemblea dello Stato)                                                                                       | all'unanimità                      | 6/2/2006   |
| Malta            | 24/1/2006  | Approvata dal Kamra tad-Deputati (Camera dei deputati)                                                                                | senza divisione d'aula             | 22/2/2006  |
| Grecia           | 24/1/2006  | Approvata dal Vulì ton Ellìnon (Parlamento ellenico)                                                                                  | per acclamazione                   | 24/2/2006  |
| Rep. Ceca        | 15/9/2005  | Approvata dal Senát Parlamentu České republiky (Senato del Parlamento della Repubblica Ceca)                                          | 66 si e 2 astenuti                 | 3/3/2006   |
| Rep. Ceca        | 6/12/2005  | Approvata dalla Poslanecká sněmovna Parlamentu České republiky (Camera dei deputati del Parlamento della Repubblica Ceca)             | 155 si e 2 astenuti                | 3/3/2006   |
| Italia           | 22/11/2005 | Approvata dal Senato della Repubblica                                                                                                 | per alzata di mano                 | 21/3/2006  |
| Italia           | 22/12/2005 | Approvata dalla Camera dei deputati                                                                                                   | 415 si, 4 astenuti e 3 no          | 21/3/2006  |
| Slovenia         | 29/9/2005  | Approvata dal Državni zbor (Assemblea Nazionale)                                                                                      | all'unanimità                      | 30/3/2006  |
| Regno Unito      | 22/11/2005 | Approvata dalla House of Commons (Camera dei comuni)                                                                                  | senza divisione d'aula             | 5/4/2006   |
| Regno Unito      | 7/2/2006   | Approvata dalla House of Lords (Camera dei lord)                                                                                      | senza divisione d'aula             | 5/4/2006   |
| Lettonia         | 26/1/2006  | Approvata dal Saeima (Parlamento) | 79 si e 5 astenuti                 | 5/5/2006   |
| Svezia           | 9/5/2006   | Approvata dal Riksdag (Parlamento) | per acclamazione                   | 9/6/2006   |
| Spagna           | 24/11/2005 | Approvata dal Congreso de los Diputados de España (Congresso dei deputati di Spagna)                                                  | 303 si e 1 no                      | 21/6/2006  |
| Spagna           | 14/12/2005 | Approvata Senado de España (Senato del Regno di Spagna).                                                                              | 247 si e 1 no                      | 21/6/2006  |
| Austria          | 26/4/2006  | Approvata dal Nationalrat (Consiglio nazionale)                                                                                       | per alzata di mano con 1 contrario | 26/6/2006  |
| Austria          | 11/5/2006  | Approvata dal Bundesrat (Consiglio federasle)                                                                                         | per alzata di mano con 2 no        | 26/6/2006  |
| Lituania         | 30/3/2006  | Approvata dal Seimas (Parlamento) | 85 si, 3 astenuti e 1 no           | 27/6/2006  |
| Finlandia        | 19/6/2006  | Approvata dal Eduskunta/Riksdag (Parlamento finlandese)                                                                               | senza voto                         | 2/8/2006   |
| Paesi Bassi      | 7/2/2006   | Approvata dalla Tweede Kamer der Staten-Generaal (Camera dei rappresentanti dei Paesi Bassi)                                          | 93 si e 52 no                      | 31/8/2006  |
| Paesi Bassi      | 7/2/2006   | Approvata dalla Eerste Kamer der Staten-Generaal (Senato dei Paesi Bassi)                                                             | senza votazione con 4 no           | 31/8/2006  |
| Portogallo       | 7/2/2006   | Approvata dall'Assembleia da República                                                                                                | 181 si e 11 astenuti               | 2/10/2006  |
| Polonia          | 10/3/2006  | Approvata dal Sejm Rzeczypospolitej Polskiej (Camera dei deputati della Polonia)                                                      | 426 si, 1 astenuto e 1 no          | 3/10/2006  |
| Polonia          | 30/3/2006  | Approvata dal Senat Rzeczypospolitej Polskiej (Senato della Polonia)                                                                  | all'unanimità                      | 3/10/2006  |
| Lussemburgo      | 29/6/2006  | Approvata dalla D'Chamber/Chambre des Députés/Abgeordnetenkammer(Camera dei deputati)                                                 | all'unanimità                      | 10/10/2006 |
| Irlanda          | 13/6/2006  | Dáil Éireann (Camera dei rappresentanti)                                                                                              | senza divisione d'aula             | 16/10/2006 |
| Irlanda          | 21/6/2006  | Approvata dal Seanad Éireann (Senato)                                                                                                 | senza divisione d'aula             | 16/10/2006 |
| Belgio           | 30/3/2006  | Approvata dal Senaat/le Sénat/der Senat (Senato del Belgio)                                                                           | 52 si e 8 no                       | 19/10/2006 |
| Belgio           | 20/4/2006  | Approvata dalla Chambre des Représentants/Kamer van volksvertegenwoordigers/Abgeordnetenkammer (Camera dei Rappresentanti del Belgio) | 115 si, 1 astenuto e 14 no         | 19/10/2006 |
| Belgio           | 12/5/2006  | Approvata dal Parlement Bruxellois/Brussels Hoofdstedelijk Parlement (Parlamento della Regione di Bruxelles)                          | 77 si e 6 no                       | 19/10/2006 |
| Belgio           | 27/6/2006  | Approvata dal Parlement de la Communauté française (Parlamento della Comunità francofona)                                             | 57 si e 3 astenuti                 | 19/10/2006 |
| Belgio           | 12/7/2006  | Approvata dal Vlaams Parlement (Parlamento fiammngo)                                                                                  | 77 si e 26 no                      | 19/10/2006 |
| Belgio           | 19/7/2006  | Approvata dal Parlement wallont (Parlamento vallone)                                                                                  | 61 si e 1 astenuto                 | 19/10/2006 |
| Belgio           | 19/9/2006  | Approvata dal Parlament der Deutschsprachigen Gemeinschaft (Parlamento della Comunità germanofona)                                    | all'unanimità                      | 19/10/2006 |
| Danimarca        | 21/11/2006 | Approvata dal Folketing (Parlamento)                                                                                                  | 97 si, 15 astenuti e 2 no          | 5/12/2006  |
| Francia          | 27/06/2006 | Approvata dall'Assemblée nationale )                                                                                                  | sull'unanimità per alzata di mano  | 6/12/2006  |
| Francia          | 03/10/2006 | Approvata dal Sénat (Senato) | Per alzata di mano con 2 astenuti  | 6/12/2006  |
| Germania         | 25/10/2006 | Approvata dal Bundestag (Dieta federale)                                                                                              | 529 si, 10 astenuti e 10 contrari  | 20/12/2006 |
| Germania         | 24/11/2006 | Approvata dal Bundesrat (Consiglio federale)                                                                                          | all'unanimità                      | 20/12/2006 |